# Paul Saurin (homme politique, 1870-1933)
Pour les articles homonymes, voir Paul Saurin et Saurin.
Paul Saurin, né le 27 août 1870 à Digne (Basses-Alpes) et mort le 13 octobre 1933 à Hauteville (Ain), est un homme politique français.

## Biographie
Il est le père de Paul Saurin.
Il est le maire de Rivoli.
Lors des sénatoriales de 1927, il est élu au Sénat, face au sortant Jules Gasser.
Pierre Roux-Freissineng lui succède.